# Roma Maxima 2014
La Roma Maxima 2014 è stata la settantaseiesima edizione dello storico Giro del Lazio, la seconda disputata sotto questa nuova denominazione. Valida come evento dell'UCI Europe Tour 2014 categoria 1.1, si svolse il 9 marzo 2014 su un percorso di 195 km. Fu vinta dallo spagnolo Alejandro Valverde che giunse al traguardo con il tempo di 4h45'45", alla media di 40,944 km/h.
Partenza con 126 ciclisti, dei quali 101 completarono la gara.

## Squadre e corridori partecipanti
| N.    | Cod. | Squadra                      |
| ----- | ---- | ---------------------------- |
| 1-8   | ALM  | AG2R La Mondiale             |
| 11-18 | AND  | Androni Giocattoli-Venezuela |
| 21-28 | AST  | Astana Pro Team              |
| 31-38 | BAR  | Bardiani Valvole-CSF Inox    |
| 41-48 | BMC  | BMC Racing Team              |
| 51-58 | CAN  | Cannondale Pro Cycling       |
| 61-68 | COL  | Colombia                     |
| 71-78 | IAM  | IAM Cycling                  |

| N.      | Cod. | Squadra                           |
| ------- | ---- | --------------------------------- |
| 81-88   | LAM  | Lampre-Merida                     |
| 91-98   | MOV  | Movistar Team                     |
| 101-108 | MTN  | MTN-Qhubeka                       |
| 111-118 | GIA  | Team Giant-Shimano                |
| 121-128 | KAT  | Team Katusha                      |
| 131-138 | SKY  | Team Sky                          |
| 141-148 | UHC  | UnitedHealthcare Pro Cycling Team |
| 151-158 | YEL  | Yellow Fluo                       |

## Ordine d'arrivo (Top 10)
| Pos. | Corridore          | Squadra          | Tempo    |
| ---- | ------------------ | ---------------- | -------- |
| 1    | Alejandro Valverde | Movistar         | 4h45'45" |
| 2    | Davide Appollonio  | AG2R             | a 1"     |
| 3    | Sonny Colbrelli    | Bardiani-CSF     | s.t.     |
| 4    | Antonio Parrinello | Androni          | s.t.     |
| 5    | Domenico Pozzovivo | AG2R             | s.t.     |
| 6    | Alessandro Bazzana | UnitedHealthcare | s.t.     |
| 7    | Jarlinson Pantano  | Colombia         | s.t.     |
| 8    | Philippe Gilbert   | BMC              | s.t.     |
| 9    | Simon Geschke      | Giant-Shimano    | s.t.     |
| 10   | Mauro Finetto      | Yellow Fluo      | s.t.     |